# Giovanni Francesco Ricasoli

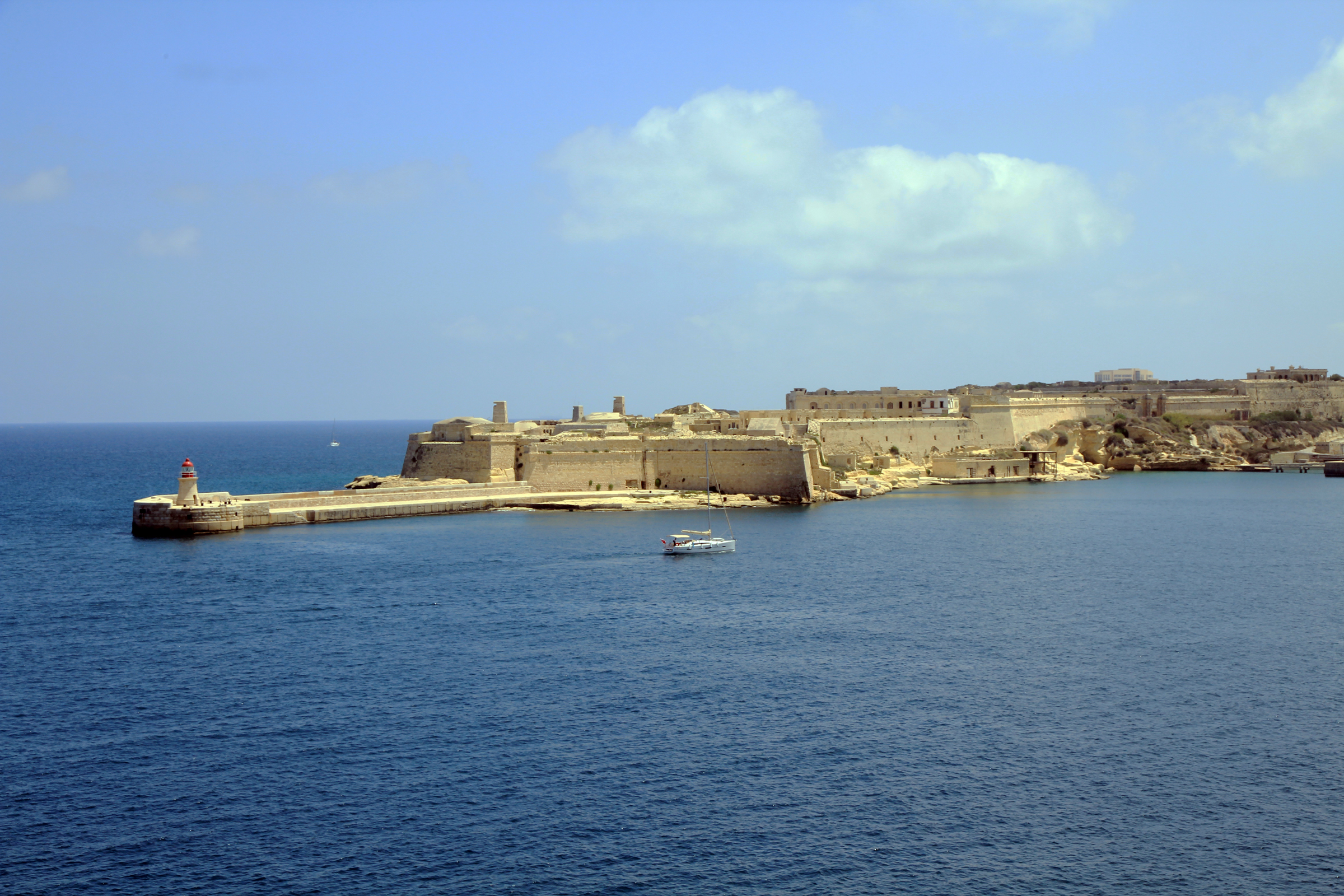
Fort Ricasoli

Brat Giovanni Francesco Ricasoli (zm. 26 lipca 1673) – florencki rycerz języka włoskiego Zakonu św. Jana z Jerozolimy. Był dowódcą kilku okrętów floty Zakonu, a znany jest głównie z dania nazwy Fortowi Ricasoli.
Ricasoli rozpoczął służbę w Zakonie w grudniu 1618 roku jako paź Wielkiego Mistrza Alofa de Wignacourt. W grudniu 1640 roku otrzymał pod komendę jedną z galer floty Zakonu, i podczas swojej służby dowodził kilkoma innymi okrętami. Kilkakrotnie brał udział w bitwach morskich Zakonu przeciwko piratom berberyjskim oraz Imperium Osmańskiemu, w tym podczas wojny kandyjskiej. Ricasoli został Rycerzem Wielkiego Krzyża w czerwcu 1661 roku.
W roku 1670 Ricasoli podarował 20 000 skudów na budowę fortu obok wejścia do maltańskiego Grand Harbour, który na jego cześć został nazwany Fort Ricasoli. Budowa fortu została zakończona w roku 1698, i kosztowała ponad 100 000 skudów.
Ricasoli zmarł 26 lipca 1673 roku. Pochowany jest w katedrze św. Jana w Valletcie na Malcie.